# (143992) 2004 AF
(134992) 2004 AF est un astéroïde Apollon et aréocroiseur, classé comme potentiellement dangereux. Il fut découvert par LINEAR à Socorro le 5 janvier 2004.